# Mark Deklin
Mark Deklin de son nom complet Mark Scott Deklin-Schwotzer, est un acteur et directeur de combat de scène américain.

## Biographie

### Enfance et formation
Enfant adopté, Mark a fait des recherches durant plusieurs années afin de savoir qui est sa mère biologique. Ses recherches ayant mené à bout de ce qu'il cherchait, il entretient aujourd'hui de bonnes relations avec ses deux familles, adoptive et biologique.
Il porta le nom de famille de sa famille biologique, en l'occurrence Deklin-Schwotzer, durant une courte période jusqu'à ce qu'il se rende compte qu'il est extrêmement difficile à prononcer.
Il est titulaire d'une maîtrise en beaux-arts du conservatoire PATP de l'Université de Washington. 

### Vie privée
Il vit aujourd'hui à Los Angeles et parfois à New York avec sa femme (marié depuis 2006), Jamie et son chien, Zoe. Le couple a deux enfants. 

### Carrière
Aussi bien directeur de combats de scène qu'acteur, Mark a travaillé pour Broadway dans des théâtres à influence régionale avant de produire dans tout le pays. Il a brièvement travaillé comme pianiste de jazz dans un bar de Vienne. Il a également travaillé pour Greenpeace. 
Il enchaîne les petits boulots et exerce, un temps, comme professeur d'anglais, ouvrier du bâtiment et marchand de livres et d'art. 
Il commença sa carrière d'acteur dans le soap opera Haine et Passion en 1999.
En 2019, il travaille pour Hallmark Channel en obtenant le premier rôle masculin dans le téléfilm Sunshine aux côtés de Danica McKellar. 

## Filmographie

### Cinéma

#### Courts métrages
- 2002 : Twin Set de Eva Saks : Le reporter
- 2007 : Forced Alliance de Randolph Bookman et Gerardo F. Santos : Lucan Andril

#### Longs métrages
- 2005 : La Coccinelle revient (Herbie Fully Loaded) de Angela Robinson : ESPN Reporter
- 2006 : Mini's First Time de Nick Guthe : Ian Boyd
- 2007 : Never Say Macbeth de Christopher J. Prouty : Scott
- 2015 : The Answer de Iqbal Ahmed : Cole, Sr.

### Télévision

#### Séries télévisées
- 1999 : Haine et Passion : Joe (2 épisodes)
- 2000 : Ed : Dr. Scott Benson (1 épisode)
- 2001 : Nathan's Choice : Andrew (pilote non retenu)
- 2002 : Sex and the City : Officier Matt Cook (1 épisode)
- 2004 : Charmed : Bosk (saison 6, épisode 15)
- 2004 : Frasier : Clint (2 épisodes)
- 2004 : One on One : Helmut (1 épisode)
- 2005 : Les Experts : Miami (CSI : Miami) : Russell Edge (saison 3, épisode 19)
- 2005 : Hot Properties : Hunk (1 épisode)
- 2006 : Les Experts : Manhattan (CSI : NY) : Rick Smith (saison 2, épisode 14)
- 2006 : Las Vegas : Jeff McKee (1 épisode)
- 2006 - 2007 : Justice : Dr. Matthew Shaw (7 épisodes)
- 2006 - 2007 : Desperate Housewives : Bill Pearce (saison 3, 2 épisodes)
- 2007 : Shark : Peter Rhodes (saison 2, épisode 9)
- 2008 - 2009 : Bella et ses ex : Elliott Mayer (saison 1, 5 épisodes)
- 2009 : Big Love : Jack (1 épisode)
- 2009 : Life on Mars : Ronald Harris (1 épisode)
- 2009 : Nip/Tuck : Skip Pierce (saison 6, épisode 8)
- 2009 : Better Off Ted : Mordor (2 épisodes)
- 2010 : Mon oncle Charlie : Marcus (saison 7, épisode 14)
- 2010 : Mentalist : James Kinsey (saison 2, épisode 13)
- 2010 : Romantically Challenged : Doug (1 épisode)
- 2010 : Lone Star : Trammell Thatcher (saison 1, 5 épisodes)
- 2011 : Hot in Cleveland : Kirk Stark (2 épisodes)
- 2011 - 2012 : Hawaii 5-0 : Stan Edwards / Stan Parker (saison 1, 2 épisodes et saison 2, 1 épisode)
- 2012 : GCB : Blake Reilly (10 épisodes)
- 2012 : CollegeHumor Originals : Thomas Jefferson (2 épisodes)
- 2013 : Castle : Corey Francis / Noah Kesswood (1 épisode)
- 2014 : Les Experts : Ben Miller (saison 14, épisode 3)
- 2014 : Warehouse 13 : Ted (1 épisode)
- 2014 : Devious Maids : Nicholas Deering (saison 2, 13 épisodes)
- 2015 : Esprits criminels : Patrick Jon Murphy (saison 10, épisode 17)
- 2016 : Shades of Blue : Joe Nazario (2 épisodes)
- 2016 : Rizzoli & Isles : Agent Cameron Davies (2 épisodes)
- 2017 : Elementary : Jake Bozeman (1 épisode)
- 2017 : Designated Survivor : Jack Bowman (saison 1, 5 épisodes)
- 2017 : Major Crimes : Dr. William Landon (saison 6, 4 épisodes)
- 2018 - 2019 : Grace et Frankie : Roy (saison 4, 3 épisodes et saison 5, 1 épisode)
- 2019 : Blindspot : J.B. Kelly (saison 4, épisode 16)
- 2019 : The Code : Commandant Noah Hewitt

#### Téléfilms
- 2005 : USS Poséidon (Tides of War) de Brian Trenchard-Smith : Capitaine Galasso
- 2010 : Riverworld, le monde de l'éternité de Stuart Gillard :  Sam Clemens
- 2010 : Un amour plus que parfait (The Wish List) de Kevin Connor : Erik
- 2011 : Family Album de Shawn Levy : Dan Pollard
- 2013 : Les cœurs patients de Vanessa Parise : Roger Waters
- 2017 : Le Pacte secret de Noël de Lee Friedlander : Greg Turner
- 2018 : Christmas in Evergreen: Letters to Santa de Sean McNamara : Kevin
- 2019 : Un chien pour deux (Love and Sunshine) de Ellie Kanner : Jake Terry
- 2020 : Retrouve-moi pour Noël (Meet Me at Christmas) de Annie Bradley : Beau
- 2021 : Un Noël pour deux, retour à la maison :  Eric Baker

### En tant que chorégraphe d'action
- 2007 : Forced Alliance (court métrage)
- 2007 : Never Say Macbeth (long métrage)
- 2008 : Great Performances (émission de télévision, 1 épisode)
- 2010 : Riverworld, le fleuve de l'éternité (téléfilm)
- 2010 : Un amour plus que parfait (téléfilm)
- 2013 : Castle (série télévisée, 1 épisode)
- 2013 : Tarzan (film d'animation)

## Doublage

### Films d'animation
- 2013 : Tarzan de Reinhard Klooss : John Greystoke

### Séries d'animation
- 2014 : Regular Show : Corporal (voix, 1 épisode)

### Jeux vidéo
- 2006 : Call of Duty : Maj. Gerald Ingram
- 2008 : God of War : Deimos
- 2010 : Metal Gear Solid : Soldat
- 2010 : God of War: Ghost of Sparta : Deimos / Citoyen / Solat
- 2016 : Mafia III : Voix additionnelles
- 2016 : Dishonored 2 : Overseer
- 2017 : Halo Wars 2 : Jerome-092
- 2017 : Dishonored: Death of the Outsider : Overseers
- 2018 : Red Dead Redemption II : O'Driscolls
- 2019 : Rainbow Six Siege : Warden